# 孙懋
孫懋（1469年—1551年），字德夫，號毅菴，浙江寧波府慈溪縣人，明朝政治人物。嘉靖時官至應天府府尹。因科場案去職。

## 生平
弘治五年（1492年）壬子科浙江鄉試第八十三名舉人，正德六年（1511年）辛未科三甲第五十五名進士。授福建浦城縣知縣，十年（1515年）擢為南京吏科給事中。御史張經、寧波府知府翟唐因忤逆宦官被下獄，孫懋偕同官力救。
明世宗即位，十六年（1521年）九月升廣東布政使司右參議，嘉靖二年（1523年）十二月遷廣東按察司副使、兵備南韶。四年（1525年）七月因得罪錦衣衛，謫廣西藤縣典史。歷官江西貴溪縣典史、江西安福縣知縣、河南光州知州，八年（1529年）九月升山東按察司副使，升廣西布政使司右參政、廣西按察使、廣西右布政使，十二年（1533年）十一月升河南左布政使，十五年（1536年）五月入為應天府府尹，十六年（1537年）九月因應天鄉試錄取忤旨，致仕，三十年（1551年）卒，贈右副都御史，賜祭葬。著有《孫毅菴奏議》。

## 家族
曾祖孫雷，工部主事；祖父孫嵩；父孫文原，教諭。母陳氏。永感下。弟孫志。